# Martina Kučerová
Martina Kučerová (Rychnov nad Kněžnou, 2 de enero de 1996) es una deportista checa que compite en tiro, en la modalidad de tiro al plato. Ganó una medalla de plata en el Campeonato Europeo de Tiro al Plato de 2023, en la prueba de skeet mixto.

## Palmarés internacional
| Campeonato Europeo | Campeonato Europeo | Campeonato Europeo | Campeonato Europeo |
| Año                | Lugar              | Medalla            | Prueba             |
| ------------------ | ------------------ | ------------------ | ------------------ |
| 2023               | Osijek (Croacia)   | Medalla de plata   | Skeet mixto        |